# Moderní gymnastika na Letních olympijských hrách 2016
Soutěže v Moderní gymnastice se na Letních olympijských hrách 2016 konaly od 19. do 21. srpna a to v Olympijské aréně v parku Barra.

## Medailistky
| Soutěž           | Zlato | Stříbro                                                                                                | Bronz |
| ---------------- | --- | --- | --- |
| jednotlivkyně    | Margarita Mamunová (RUS)                                                                                          | Jana Kudrjavcevová (RUS)                                                                               | Ganna Rizatdinová (UKR)                                                                                               |
| společné skladby | Rusko (RUS) · Vera Biriukova · Anastasia Blizniuk · Anastasiia Maksimova · Anastasiia Tatareva · Maria Tolkacheva | Španělsko (ESP) · Sandra Aguilar · Artemi Gavezou · Elena Lopez · Lourdes Mohedano · Alejandra Quereda | Bulharsko (BUL) · Reneta Kamberova · Lyubomira Kazanova · Mihaela Maevska · Tsvetelina Naydenova · Hristiana Todorova |